# Bobsleigh als Jocs Olímpics d'Hivern de 1976
Als Jocs Olímpics d'Hivern de 1976 celebrats a la ciutat d'Innsbruck (Àustria) es disputaren dues proves de bobsleigh, ambdues en categoria masculina. Les proves es realitzaren entre els dies 6 i 14 de febrer de 1976 a les instal·lacions d'Innsbruck. Hi participaren un total de 92 corredors de 13 comitès nacionals diferents.

## Resum de medalles
| Prova            | Or                                                                                    | Argent                                                                      | Bronze                                                                              |
| Bobs a 2 detalls | RDA · RDA IIMeinhard Nehmer · Bernhard Germeshausen                                   | RFA · RFA IWolfgang Zimmerer · Manfred Schumann                             | Suïssa · Suïssa IErich Schärer · Josef Benz                                         |
| Bobs a 4 detalls | RDA · RDA IMeinhard Nehmer · Jochen Babock · Bernhard Germeshausen · Bernhard Lehmann | Suïssa · Suïssa IIErich Schärer · Ulrich Bächli · Rudolf Marti · Josef Benz | RFA · RFA IWolfgang Zimmerer · Peter Utzschneider · Bodo Bittner · Manfred Schumann |

## Medaller
| Posició | País   | Or | Argent | Bronze | Total |
| 1       | RDA    | 2  | 0      | 0      | 2     |
| 2       | RFA    | 0  | 1      | 1      | 2     |
| 2       | Suïssa | 0  | 1      | 1      | 1     |